# クレイ・エイケン
クレイ・エイケン（Clay Aiken, 1978年11月30日 – ）は、アメリカ合衆国のポップシンガーである。ノースカロライナ州のローリー出身。身長6フィート1インチ（185cm）、髪の色は赤、目の色は緑。アメリカの記録的人気番組『アメリカン・アイドル』シーズン2（2003年）で準優勝した。

## 経歴
幼い頃から歌をうたいはじめ、小学生の時にローリーの少年聖歌隊に所属。地方のバンドと共に歌ったこともある。その後、中学校では合唱団、高校では学生ミュージカルに参加する。高校在学中に、「オクラホマ!」や「The Music Man」などにも出演した。高校卒業後すぐには進学せず、YMCA子供キャンプで働くうちに児童教育に関心を持つ。その間、「Just by Chance」というバンドを組み、趣味として地元を拠点とした音楽活動を行った。

19歳の時、ブレントウッド小学校で自閉症児の学級の代理教師として働く。そこでの子供たちとの経験から、将来は教師になることを決意。2000年、ノースカロライナ大学シャーロット校に進学し、特殊教育を専攻。2003年12月、学士号を取得し卒業した。

### 私生活
2003年、アメリカのTV局FOXの人気TV番組「アメリカン・アイドル」のシーズン2に出演。結果2位となり、同年6月には歌手デビューを果たした。当初、歌手としての活動拠点はキンバリー・ロック(同3位)とハウス･シェアしていたハリウッドであったが、2006年にノースカロライナへ戻り、実家に近い場所に自宅を建設した。しばらして学生時代からの親友二人と三人で住み始める。
2008年8月、自身のアルバム･プロデューサーであり親友のジェイムズ･フォスター(Jaymes Foster、デイヴィッド・フォスターの妹)との間に、息子パーカー･フォスター･エイケン(Parker Foster Aiken)が誕生した。ジェイムズは人工授精で妊娠し出産を果たした。二人は結婚せず、今後は共同で子供を育てる予定。2008年9月に雑誌Peopleにてゲイであることをカミングアウトした。
2009年2月、所属レーベルであるRCAレコードから離れたことを公式発表した。理由はRCAレコードとの契約更新の交渉が決裂したためとのこと。4月21日には、ニューヨーク市が毎年主催するFamily Equality Councilで表彰された。このイベントは子供を持つゲイの人たちが、愛情に溢れた家庭を築き、社会認識を高めてきたことを祝福するもの。授賞式の会場はニューヨークのマンハッタンにあるレストラン、Tavern on the Greenが使用された。8月にはデッカ・レコードとの契約にサインしたと発表された。
2010年2月、アメリカの不動産サイトで、2006年にクレイ・エイケンが建設した自宅が販売されていたことが発見された。3月のTried & Trueツアー中、ある会場のファンとの親睦会(Meet & Greet)で、これに関連した質問が出て、彼は「ツアー中に何も動きがなければまた戻るつもりだ」と答え、そのとおりに戻った。2012年現在は、弟のブレット・パーカー(Brett Parker)と同居していると、母親のフェイ・パーカー(Faye Parker)がアメリカのインターネット新聞ハフィントン・ポストのインタビューで話した。

### アメリカン・アイドル
大学在学中は発育障害児のための地域プログラムでアルバイトとして働いた。自閉症の12歳の少年を担当し、その母親にアメリカン・アイドルのオーディションを受けるよう勧められた。2002年の夏、地元のシャーロット地方予選を受けるが落選した。再びアトランタ予選を受け、ハリウッド予選へ通過。その後セミファイナルで再び落とされるが、視聴者の投票によるワイルドカードで敗者復活し、TOP12に選ばれる。それから約3ヶ月にわたる本選を勝ち抜き、2003年5月、TOP2のルーベン・スタッダードに僅差で敗れ準優勝者になった。
その後、圧倒的な歌唱力と女性からの熱狂的な支持により、デビューシングル及びデビューアルバムは、優勝者ルーベン・スタッダードを負かした上、アメリカでの様々なCDセールス記録を打ち立て、最初のオーディションから数ヶ月で、一躍アメリカの国民的ポップスターに上り詰めた。

### 主な活動
- 2003年6月、デビュー・シングル「Bridge over Troubled Water/This Is the Night」をリリース。ビルボードHot100初登場第1位となり、第1週にして39万枚以上を売り上げ、エルトン・ジョンの「Candle in the Wind 1997」以来の週間セールス記録を樹立した。
- 7月、障害児のための教育基金であるブーベル・エイケン財団を設立。この基金は、大学卒業に必要な授業時間数の代わりに教授から出された課題として、クレイ・エイケン本人が構想を立てた。
- 10月、デビュー・アルバム「Measure of a Man」をリリース。ビルボード・アルバムチャート初登場第1位を獲得。第1週のセールスは61万枚以上で、ブリトニー・スピアーズの一週目のセールスを凌ぐデビューを果たした。
- 11月、アメリカン・ミュージック・アウォーズで、ファン投票によるファンズ・チョイス賞を受賞。
- 12月、ビルボード・ミュージック・アウォーズで、「Bridge over Troubled Water/This Is the Night」がベスト・シングル賞を受賞。
- 2004年、全米ツアーを開始。初旬にはケリー・クラークソンと共に「The Independent Tour」をまわる。また、他にソロ･ツアーも夏・冬と2回行われた。
- 12月、ビルボード・ミュージック・アウォーズで、「Merry Christmas With Love」がベスト・クリスマスアルバム賞を受賞。
- 2005年3月、ユニセフ親善大使として、インドネシアのスマトラ島沖地震による津波支援のため、インドネシアへ派遣される。
- 5月、ユニセフ親善大使として、北ウガンダの反政府武装勢力(LRA)による児童の人権侵害の実態視察のため、ウガンダへ派遣される。
- 2006年9月、アメリカのジョージ・W･ブッシュ大統領の知的障害者のための委員会のメンバーに任命される。この委員会は、知的障害者のためのプログラムや公共サービスについて、アメリカ政府にアドバイスする役目を担う。
- 12月、クリスマス･ツアーを開始。アメリカ各地のオーケストラと共演する。
- 2007年4月、ユニセフ親善大使として、国連アフガニスタン支援ミッション (UNAMA) 会議出席のため、アフガニスタンへ派遣される。
- 7月/8月、全米22都市をまわる「Soft Rock Hard Place Tour 2007」を開始。再び各地のオーケストラと共演した。このツアーではロックやポップをオーケストラの演奏で歌うなど、少し他とは違ったコンサートが行われた。
- 11月/12月、「Christmas In The Hartland 2007」を開始。オフィシャル･ファンサイトで、クレイ･エイケン自らがファンのクリスマス･エピソードを公募/選択し、既に恒例となったオーケストラ共演との歌の合い間に、選ばれたファン達本人が、各会場でエピソードを紹介するという新しい企画が行われた。
- 12月、ユニセフ親善大使として、メキシコのタバスコ州大洪水支援のため、メキシコへ派遣される。
- 2008年1月、ブロードウェイ･ミュージカル、モンティ・パイソンの「スパマロット」で、ロビン卿の役でデビューした。このミュージカルは2005年にトニー賞を受賞。1月18日から5月4日まで出演した。
- 6月、ユニセフ親善大使として、ソマリア、ケニアなど東アフリカへ派遣される。
- 9月、ブロードウェイ･ミュージカル、モンティ・パイソンの「スパマロット」に、再びロビン卿の役で出演した。出演期間は2008年9月19日から2009年1月4日。
- 2009年4月、クレイ・エイケン公式ファンクラブの自身のブログ上で、彼の3枚目のアルバム「A Thousand Different Ways」に収録されなかった未発表曲「Just You」を無償でファンに提供した。その代わりに彼が共同主宰する教育基金団体、ブーベル・エイケン財団に広く募金を呼びかけた。
- 5月、デイヴィッド・フォスターが友人のアーティスト達を招き主催するコンサート「David Foster & Friends」に出演した。場所はアメリカのラスベガスにあるマンダレイ・ベイのイベントセンター。他に、シェール、ポール・アンカ、ブライアン・マックナイト、アース・ウィンド・アンド・ファイアー、ヘザー・ヘッドリー、ダニー・オズモンドなどが豪華共演した。コンサート終了後にはマンダレイ・ベイのラウンジにて、ディナーショーも行われた。
- 8月、彼が共同主宰する教育基金団体ブーベル・エイケン財団の名称を、National Inclusion Projectに変更したと発表した。それに伴い、Bubel Aiken Founders' Awardを設置した。これは、年間を通して財団のミッションを遂行出来る個人/団体を、National Inclusion Projectの公式サイトから一般にノミネートしてもらう。そこから委員会とスタッフが決勝進出者を選び、最終的にクレイ･エイケンと共同主宰者のダイアン・ブーベルが優勝者を決めるというもの。今後毎年行われる。
- 2010年3月、クレイ・エイケンの6月に発売される予定のアルバム「Tried and True」の宣伝のため、アメリカのテレビネットワークPBS主催により、一夜限りのコンサートが開催された。場所はノースカロライナ州、ローリーにあるRaleigh Memorial Auditorium。なお、このイベントはPBSの特別番組としてアルバム発売時期にアメリカで全国放送され、その後はアルバムのCD+DVDのデラックスエディションや、レコーディング時のメイキングを含むDVDとして発表される。また、このイベントのチケットは、クレイ・エイケン公式ファンクラブにて先行発売され、クレイ・エイケン本人が掲示板にて購入予定のファンに、その旨申し出るコメントを1回するよう呼びかける経緯があった。これは、購入予定のファンに先行発売の充分なチケット枚数を用意するためであるとクレイ・エイケン本人が言及した。
- 7月/8月、ルーベン・スタッダードと一緒に「Timeless」ツアーを実施。内容はバックコーラスの女性二人(キアナ・パーラー、ケーシー・トンプソン)も参加した60年代から90年代までの歌が中心だったが。
- 8月/9月、全米の非営利・公共テレビネットワークのPBSで定期的に行われる、寄付金を募る特別番組に出演した。クレイ・エイケン自身のアルバム「Tried and True」のCD、DVD、または、2011年に予定されているTried and Trueツアーのコンサート・チケットなどが、寄付してくれた人へのThanks Giftsとして提供された。それらの寄付金額は各地のPBS局により様々。
- 2011年2月/3月、「Tried & True」ツアーを行う。ツアー名のとおり、2010年に発売されたアルバムを冠したツアーだったが、それ以外にも他のアルバムの歌をジャズ風にメドレーで歌ったり、「Who's Sorry Now?」の違う曲調を客席からリクエストを募って歌ったりと、かなりバラエティーに富んだ内容になった。また、最初は全米22都市の開催を予定していたが、3月7日のメンフィス会場が直前にキャンセルされた。理由は、近年のアメリカ経済の冷え込みもあり、このツアー全体を通してチケットの売上げがこれまでのツアーよりもだいぶ少なかったため。これはツアー開催前に、クレイ・エイケン自身が公式ファンクラブのブログで「もしかしたらキャンセルされる会場もある」と話していた。
- 2012年2月～5月、アメリカのNBCのTV番組「Celebrity Apprenticeシーズン5」に出演し、アメリカン・アイドルに続いて再び次点者となった。この番組はドナルド・トランプがホストとなり、その子供達(ドナルド・トランプJr、イヴァンカ・トランプ、エリック・トランプ)も審査員として加わっていて、芸能人達が毎週色々な仕事に挑戦し、自分が支持するチャリティー団体への寄付金獲得のために勝ち抜いていくリアリティー番組。

## ディスコグラフィー
※ ビルボードの順位は、2005年2月からインターネットのダウンロードセールスが新たにカウントされるようになった。

### アルバム
| 2003                                      | Measure of a Man          | - 発売日: 2003年10月14日 - レーベル: RCA - フォーマット: CD, digital download - 全米売上: 280万枚   | 1   | 2  | 9 | - US: 2× プラチナ - CAN: プラチナ |
| 2004                                      | Merry Christmas with Love | - 発売日: 2004年11月16日 - レーベル: RCA - フォーマット: CD, digital download - 全米売上: 141.6万枚 | 4   | —  | — | - US: プラチナ - CAN: ゴールド    |
| 2006                                      | A Thousand Different Ways | - 発売日: 2006年9月19日 - レーベル: RCA - フォーマット: CD, digital download - 全米売上: 53万枚     | 2   | 6  | — | - US: ゴールド - CAN: ゴールド    |
| 2008                                      | On My Way Here            | - 発売日: 2008年5月6日 - レーベル: RCA - フォーマット: CD, digital download - 全米売上: 16.3万枚    | 4   | 25 | — |                                   |
| 2010                                      | Tried and True            | - 発売日: 2010年6月1日 - レーベル: Decca - フォーマット: CD, digital download - 全米売上: 5.6万枚   | 9   | 58 | — |                                   |
| 2012                                      | Steadfast                 | - 発売日: 2012年3月27日 - レーベル: Decca - フォーマット: CD, digital download                      | 120 | —  | — |                                   |
| "—"は未発売またはチャート圏外を意味する。 |                           | |     |    |   |                                   |

### シングル
| タイトル                                              | 発売日         | ビルボードチャート 最高順位 | ビルボード インターネットダウンロード 最高順位 | RIAA     | CRIA        |
| ----------------------------------------------------- | -------------- | --------------------------- | ---------------------------------------------- | -------- | ----------- |
| Bridge over Troubled Water/ This Is the Night         | 2003年6月10日  | 1                           | -                                              | Platinum | 6x Platinum |
| The Way / Solitaire                                   | 2004年3月17日  | 4                           | -                                              |          | Platinum    |
| Bring Back My Love (Amazon.com/iTunesUSAダウンロード) | 2011年12月20日 |                             |                                                |          |             |

### DVDビデオ
| タイトル               | 発売日         | ビルボードチャート 最高順位 | ビルボード インターネットダウンロード 最高順位 | RIAA | CRIA |
| ---------------------- | -------------- | --------------------------- | ---------------------------------------------- | ---- | ---- |
| A Clay Aiken Christmas | 2004年12月10日 | -                           | -                                              | Gold | -    |
| Tried and True Live    | 2010年7月27日  | -                           | -                                              |      |      |